# El Jaish SC (balonmano)
El Jaish SC es un club polideportivo de la ciudad catarí de Doha. En su sección de balonmano hay varios jugadores muy conocidos a nivel mundial.

## Plantilla 2016/17
|  | Porteros - Goran Stojanovic - Grco Mirnes - Berzad Demirovic Pívots - Issam Tej - Jovo Damjanovic Extremos - Eldar Memisevic - Aminé Khedher - Niddal Aissa | Defensas - Hamdi Ayed - Rafael Dacosta Capote - Zarko Markovic - Hassan Mabrouk - Mohammed Mahjbi - Alaeddine Berrached - Abdulrahman Chaabane - Ahmad Morjane - Kamalaldin Mallash |